# Raquel Lima
Raquel Lima (Lisboa, 29 de janeiro de 1983) é uma poeta portuguesa, de origem angolana e santomense, arte-educadora e investigadora de Estudos Pós-Coloniais.

## Percurso
Licenciou-se em Estudos Artísticos pela Faculdade de Letras da Universidade de Lisboa e é aluna de Doutoramento do Programa Pós-Colonialismos e Cidadania Global no Centro de Estudos Sociais da Faculdade de Economia da Universidade de Coimbra.
Desde 2011, tem tido os seus trabalhos apresentados em eventos e performances em Portugal, Polónia, Brasil, Itália, França, Reino Unido, Bélgica, Estónia, Espanha, Holanda, Suécia, Suíça e São Tomé e Príncipe. A sua participação no PortugalSLAM! de 2014 trouxe-lhe grande atenção mediática naquele país. Em 2016, aparece pela primeira vez na televisão pública portuguesa como competidora de poesia slam erótica no programa 5 Para a Meia-Noite da RTP1.
Também em 2011, funda a Associação Cultural Pantalassa, uma associação para a promoção das artes do espaço africano e afrodiaspórico de língua oficial portuguesa, constituída por jovens de diferentes países (Portugal, China, Brasil, Angola, Moçambique, Cabo-Verde, São-Tomé, Senegal, França) que trabalham em rede com o propósito de fazer uma pesquisa alargada sobre manifestações culturais que estejam na base das relações entre diferentes países.
Entre 2012 e 2017, foi coordenadora geral e directora artística do PortugalSLAM – Festival Internacional de Poesia e Performance, em torno do poetry slam e da sua relação com outras artes.
Em 2015, foi finalista do Rio Poetry Slam, que se realizou na favela do Morro da Babilónia, no Rio de Janeiro, Brasil, em 2019 participou na FLIP - Festa Literária Internacional de Paraty e na FLUP - Festa Literárias das Periferias, no Rio de Janeiro.
Em 2016 é convidada por Boaventura de Sousa Santos para fazer os resumos poéticos das suas aulas magistrais na Faculdade de Economia da Universidade de Coimbra.
Entre 2016 e 2018, trabalhou como Gestora de Ciência e Tecnologia no Centro de Estudos Comparatistas da Faculdade de Letras da Universidade de Lisboa. Neste centro, fez também parte do projecto de investigação Feminismos e Dissidência Sexual e de Género no Sul Global do grupo de investigação da CITCOM - Cidadania, Cosmopolitismo Crítico, Modernidade(s), (Pós-)Colonialismo e colabora com o projecto de investigação Post-Archive: Politics of Memory, Place and Identity.
Em 2018, programou o ciclo Para nós, por nós: a produção afrodiaspórica em Portugal, organizado pelo projecto ARTAFRICA do Centro de Estudos Comparatistas da Faculdade de Letras da Universidade de Lisboa, pelo portal BUALA, pela Associação Cuktural PANTALASSA e pela Associação Portuguesa de Antropologia, em conjunto com Clara Saraiva, Marta Lança e Raquel Schefer.
Em julho de 2019 fez parte da comissão organizadora da Conferência Internacional Afroeuropeans: In/Visibilidades Negras Contestadas, realizado no ISCTE.
Em 2020 fez parte da programação do evento organizado anualmente pelo Museu da Língua Portuguesa para celebrar o Dia da Língua Portuguesa. A slammer Roberta Estrela d'Alva encerrou o evento com uma rodada de slam, na qual participaram, além da poeta Raquel Lima, artistas como Wellington Sabino e Edyoung Lennon.
Tem colaborado com vários músicos na procura de sonoridades que dialoguem com a sua poesia, como Tapete, Tsjinlûd, MpexPhado, Lisbon Poetry Orchestra, GUME, entre outros.
Os seus poemas já foram publicados em diversas línguas e tem realizado performances e workshops em torno da poesia oral a nível nacional e internacional, destacando os workshops de poesia, raça e género: para uma escrita poética interseccional.
Raquel Lima também trabalhou como produtora cultural no Brasil, em Paris e em Portugal, em dança contemporânea, teatro, cinema, video arte, entre outros.
Em 2021, Raquel Lima, juntamente com Isabél Zuaa, Cléo Diara, Nádia Yracema, Cláudia Semedo, entre outros, cria a associação UNA - União Negra das Artes. Esta associação visa divulgar e promover a representatividade negra, nas artes e cultura, em Portugal. 

## Reconhecimentos, Bolsas e Prémios
- Em 2011, Lima foi a vencedora da terceira edição do Poetry Slam Portugal,[3] concurso realizado como parte do Festival Silêncio, evento artístico dedicado às artes da palavra realizado em Lisboa.[3][18][19]
- Foi bolseira da 1ª edição do Programa INOV-ART, organizado pela Direcção Geral das Artes / Ministério da Cultura, no Rio de Janeiro, Brasil (2009) e bolseira Leonardo Da Vinci em Paris, França (2010). Em 2020 é bolseira da Fundação para a Ciência e Tecnologia, com uma bolsa de doutoramento centrada no estudo da oratura, escravatura e movimentos afrodiaspóricos.[1]
- Em 2020 recebeu o prémio aRi[t]mar Galiza e Portugal na secção melhor poema português com Liberdade mais cruel (Ingenuidade Inocência Ignorância, Animal Sentimental e BOCA - palavras que alimentam, Lda, 2019).[20]
- Em 2023 foi uma das artistas portuguesas escolhida para representar Portugal, na 35.ª Bienal de São Paulo.[21][22] No mesmo ano, foi eleita uma das 100 personalidades negras mais influentes da lusofonia, pela Power List anual da revista Bantumen.[23]

## Obra
Depois de publicar seus poemas em coletâneas como Edições Côdeas, Fazedores de Letras, Poetas do Povo, ‘3,2,1,SLAM!’ – 1ª colectânea de Poetry Slam em Portugal, e na fanzine feminista PPKDanada, Lima publicou o seu primeiro livro em 2019, intitulado Ingenuidade Inocência Ignorância, lançado pelas editoras BOCA  e Animal Sentimental num formato que inclui áudio narrado pela própria autora e acompanhamento musical feito pelo artista essuatiniano Yaw Tembe. Em 2020 publicou a colectânea de poesia Godwits, juntamente com três poetas de Portugal e da Frísia, focada em tradução e biodiversidade ambiental, linguística e cultural.
Dentro de seu trabalho acadêmico, Lima publicou em 2018 na 16ª edição da revista Cabo dos Trabalhos, da Universidade de Coimbra, o artigo intitulado Afrofuturismo: A construção de uma estética [artística e política] pós-abissal e em 2020 o artigo intitulado O esvaziamento da noção de subalternidade, a sobrevalorização da fala e os silêncios como resistência na revista online BUALA.
- 2018 - Afrofuturismo: A construção de uma estética [artística e política] pós-abissal em Cabo dos Trabalhos nº 16. Universidade de Coimbra. (obra disponível online)
- 2019 - Ingenuidade Inocência Ignorância. BOCA, ISBN 978-989-8421-43-2. (obra disponível online)
- 2020 - O esvaziamento da noção de subalternidade, a sobrevalorização da fala e os silêncios como resistência em BUALA. (obra disponível online)
- 2020 - Pandemic Solidarity: Mutual Aid during the Covid-19 Crisis. Editado por Marina Sitrin e Colectiva Sembrar. Pluto Press. ISBN 978-0-7453-4320-4[26]